# Гама-хидроксибутират
Гама-хидроксибутират (на английски: gamma-hydroxybutyrate, GHB), също гама-хидроксимаслена киселина или GBR, е излязъл от употреба операционен анестетик, който в ниски дози води до отпускане, успокояване и лека еуфория, в умерени дози – до заспиване, а високите дози предизвикват гадене, схващане на мускулите, конвулсии, припадък, потискане на дишането, колабиране и кома. Смесването му с алкохол е много опасно (силна отрова) и може лесно да доведе до фатални последици.
GHB е наричан още rape drug (статистически доказано, че често е използван за упояване на жени с цел изнасилването им заради липсата му на вкус и миризма) GHB се използва масово от тийнейджъри за забавление и от бодибилдъри заради покачване нивата на растежен хормон (HGH), като същия ефект има и ГАМК. Прекурсорът му е GBL (гама-бутиролактон), който има същото действие. Реакцията е елементарна (GBL + NaOH = GHB).

## Механизъм на действие
Всъщност GHB е метаболит на ГАМК (гама-аминомаслена киселина, англ. GABA), която е основен потискащ невронната активност в ЦНС медиатор при човека и другите бозайници. GBL се използва като разтворител и в някои държави не е контролиран (Украйна). Алкохолът влияе на рецептора на ГАМК и това е причината за депресивния му ефект върху ЦНС. Другите вещества, които влияят на различни участъци от същия рецептор, са барбитурати и бензодиазепини.